# Langues biharies
Pour les articles homonymes, voir Bihari (homonymie).
Les langues biharies constituent une famille de langues indo-aryennes (dans leur sous-groupe oriental), parlées au Bihar dans le nord-est de l’Inde (ou dans les régions frontalières du Népal) et qui comprend notamment le bhodjpouri et le maïthili, et faisant partie de la ceinture hindie.
Ces langues sont intermédiaires entre le népalais, le bengali et l’oriya d’une part, avec des emprunts occidentaux plus ou moins importants à l’hindi d’autre part (selon les langues de cette famille et leurs variétés dialectales).

## Classification linguistique
- langues indo-européennes
  - langues indo-iraniennes
    - langues indo-aryennes
      - langues indiques orientales (ou langues paharies)
        - népalais
        - langues bengali-assamaises
          - bengali

        - langues bihari
        - oriya
- Langues incluses dans la famille (dans l’ordre décroissant du nombre de locuteurs) :
  - bhojpuri ; langues dérivées :
    - hindoustani caribéen ; variétés dialectales :
      - sarnami (au Suriname, localement appelé seulement hindustani)
      - aïli gaili (au Guyana)
      - bhojpuri de Trinidad (à Trinité-et-Tobago)

  - maithili ; langue dérivée :
    - hindi des Fidji : créole également dérivé de l’hindi, de l’anglais et des langues océaniennes (mélanésiennes, micronésiennes ou polynésiennes) aborigènes parlées aux îles Fidji

  - magahi
  - bajjika (ou vajjika)
  - khortha
  - angika
  - panchpargania
  - surajpuri
  - sadri
    - sadri oraon (ou sadri kurukh)

  - musasa
  - kudmali (ou kurmali)
  - majhi
- distribution géographique (par ordre décroissant des locuteurs) :
  - langues en Inde
  - langues du Népal
  - langues du Bangladesh
  - langues des Fidji (en)
  - langues du Suriname
  - langues du Guyana
  - langues de Trinité-et-Tobago (pt)

## Code
- Code de langue IETF : bh